# موکاسوو ۱-ا
موکاسوو ۱-ا (به لاتین: Mukasovo 1-e) یک منطقهٔ مسکونی در روسیه است که در باشقیرستان واقع شده‌است.